# Le Monnier (cratera)
Le Monnier é uma cratera de impacto lunar, situada no lado visível da Lua. Ela fica localizada no lado Leste da borda do Mare Serenitatis, e o lado Oeste da borda não existe, o que faz com que ela se pareça com uma grande baía. Ao Norte, fica localizada a cratera Chacornac.
Ela foi batizada em homenagem ao astrônomo francês, Pierre Charles Le Monnier.